# Kuno Ernst von Bredow
Kuno Ernst von Bredow (* 1663; † 25. April 1725) war ein königlich preußischer Generalmajor. Er war Herr auf Rostin und Amtshauptmann von Gramzow.
Er war der Sohn von Heinrich Albrecht von Bredow (* 13. Oktober 1612; † August 1694) und dessen Frau Ilse Margarethe von Greiffenberg.

## Leben
1692 wurde er Rittmeister im Kürassier-Regiment Nr. 2. Am 12. März 1709 wurde er zum Oberst befördert. 1715 nimmt er am Pommernfeldzug teil. 1711 kommt er als Oberst zum Kürassier-Regiment Nr. 5 (Markgraf Friedrich), am 6. Juni 1719 wurde er zum Generalmajor ernannt. 1723 wurde er Chef des Kürassier-Regiments Nr. 1. Kurz danach bekam er seinen Abschied und zog sich auf seine Güter zurück, wo er starb.

## Familie
Er war seit 1693 mit Anna Margaretha von der Marwitz verheiratet. Sie war die Tochter von Hans von der Marwitz (1608–1674) dem Kommandeur der Festung Küstrin und seiner Frau Anna Margarethe von Münchhausen (1626–1686). Das Paar hatte folgende Kinder:
- Luise Elisabeth (* 1698; nach 1762) ⚭ Hans Christoph von Bardeleben (* 21. September 1687; † 24. Dezember 1731)
- Johann Albrecht Otto
- Otto Friedrich
- Ernst Albrecht
- Margarethe Emilie ⚭ Kuno Heinrich von Bardeleben
- Dorothea

Der Generalmajor Christoph Karl Friedrich von Bardeleben (* 23. September 1727; † 25. September 1798) ist der Sohn von Luise Elisabeth und Hans Christoph von Bardeleben.